# Багряні ріки (фільм)
«Багряні ріки» (фр. Les Rivières pourpres) — французький трилер 2000 року режисера Матьє Кассовітца, екранізація роману Жана-Крістофа Ґранже «Пурпурові ріки». Прем'єра фільму відбулась 27 вересня 2000 року. У США фільм зібрав $594 966, в інших країнах $50 036 000, що в цілому склало $50 630 966. У 2004 році вийшло продовження фільму під назвою Багряні ріки 2: Ангели апокаліпсису.

## Сюжет
У високогірних Альпах здійснено страшне вбивство: знайдено спотворене тіло співробітника престижного колежу невеликого містечка Ґернон. Над жертвою довго знущалися, він втратив очі та кисті й помирав упродовж 5 годин. Розслідуванням займається досвідчений комісар французької поліції П'єр Ньєман (Жан Рено), який підозрює, що злочин мав ритуальний характер. А у цей час у 150 милях відбувається ще один дивний злочин: невідомі плюндрують могилу загиблої 1982 року 10-річної дівчинки Жудіт. До роботи над цією справою приступає молодий поліцейський Макс Керкерян (Венсан Кассель). Розслідування приводить його в гори, де він перетинається з Ньєманом. І незабаром обидва розуміють, що між злочинами існує лиховісний зв'язок…

## У ролях
- Жан Рено — П'єр Ньєман
- Венсан Кассель — Макс Керкерян
- Карім Бельхадра — комісар Даман
- Надя Фарес — Фанні Ферейра
- Домінік Санда — Сестра Андреа
- Жан-П'єр Кассель — доктор Бернар Чернезе
- Дідьє Фламан — Дін
- Франсуа Левенталь — паталогоанатом
- Франсін Берже — директорка
- Лоран Лафітт — Юбер, син ректора

## Зйомки
Зйомки фільму тривали з 25 жовтня 1999 по березень 2000 року. При зніманні сцени, в якій герой Венсана Касселя б'ється з неонацистами, актор отримав реальну травму носа.[джерело?]

## Цікаві факти
Фінал фільму змінений у порівнянні з оригіналом — герой Жана Рено не гине. Крім того, із сюжету вирізана вся історія персонажа Касселя.

## Визнання
| Нагороди та номінації фільму «Багряні ріки» | Нагороди та номінації фільму «Багряні ріки» | Нагороди та номінації фільму «Багряні ріки»    | Нагороди та номінації фільму «Багряні ріки» | Нагороди та номінації фільму «Багряні ріки» | Нагороди та номінації фільму «Багряні ріки» |
| Рік                                         | Нагорода                                    | Категорія                                      | Номінант                                    | Результат                                   |                                             |
| ------------------------------------------- | ------------------------------------------- | ---------------------------------------------- | ------------------------------------------- | ------------------------------------------- | ------------------------------------------- |
| 2000                                        | Міжнародний кінофестиваль у Сан-Себастьяні  | Золота мушля                                   | Матьє Кассовітц                             | Номінація                                   |                                             |
| 2001                                        | Премія «Сезар»                              | Найкраща режисерська робота                    | Матьє Кассовітц                             | Номінація                                   |                                             |
| 2001                                        | Премія «Сезар»                              | Найкраща операторська робота                   | Т'єррі Арбоґаст                             | Номінація                                   |                                             |
| 2001                                        | Премія «Сезар»                              | Найкраща музика до фільму                      | Бруно Куле                                  | Номінація                                   |                                             |
| 2001                                        | Премія «Сезар»                              | Найкращий звук                                 | Венсан Тюллі, Сиріл Гольтц                  | Номінація                                   |                                             |
| 2001                                        | Премія «Сезар»                              | Найкращий монтаж                               | Мерилін Монтьє                              | Номінація                                   |                                             |
| 2001                                        | Європейська кіноакадемія                    | Приз глядацький симпатій найкращому режисерові | Матьє Кассовітц                             | Номінація                                   |                                             |
| 2001                                        | Європейська кіноакадемія                    | Приз глядацький симпатій найкращий акторові    | Венсан Кассель                              | Номінація                                   |                                             |
| 2001                                        | Європейська кіноакадемія                    | Приз глядацький симпатій найкращий акторові    | Жан Рено                                    | Номінація                                   |                                             |
| 2001                                        | Золота зірка кіно                           | Найкращий режисер                              | Матьє Кассовітц                             | Перемога                                    |                                             |

## Технічна інформація
- Формат зображення: 2.35 : 1
- Камера: Panavision Cameras and Lenses
- Формат копії: 35 mm Digital (Texas Instruments DLP 1280 x 1024, 1.9 : 1 anamorphic)
- Формат зйомок: 35 mm (Kodak)